# 华人文化集团
华人文化集团是一家中国综合性传媒与娱乐产业集团，由黎瑞刚于2015年创立并担任董事长及首席执行官，股东包括阿里巴巴集团、腾讯集团、万科集团等。

## 历史
2015年10月31日，华人文化控股集团在苏州成立，由阿里巴巴集团、腾讯集团以及隶属于苏州工业园区的元禾控股等共同投资，总融资规模逾百亿元人民币。
2018年7月，宣布更名为“华人文化集团公司 （CMC Inc.）”，完成近100亿人民币的A轮融资, 投后估值近400亿人民币。本轮融资由新股东万科集团与两家创始股东阿里巴巴集团、腾讯集团领投，招银国际资本及其他国际金融集团跟投。
2021年4月，董事长兼首席执行官黎瑞刚透露，考虑未来两年内将其核心资产打包上市，较大可能会选择香港为上市地。